# Fredskov (Lyksborg)
Fredskov (dansk) eller Friedeholz (tysk) er en af skovene omkring Lyksborg i det nordlige Tyskland. Den cirka 300 hektar store skov er beliggende nord for Lyksborg by. Skoven afgrænses mod nord af Skovsende, søen Ny Pugum og Kobbelløkke, mod øst af Bogholm og mod sydvest af selve Lyksborg by og Svendå-dalen. Området var tidligere hertuglig jagtareal og blev i 1779 kongelig skov. Skovafsnitet ved Kobbelløkke kaldes også for Kadum.
Skoven er op til i dag statsejet og består af en broget blanding af løv- og nåleskov. Af løvtræer findes især arter som bøg og ask. Andelen af nåletræer er dog efterhånden betydelig reduceret. Nord for skoven findes den nu udtørrede sø Gammel Pugum. Skoven dyrkes efter naturnære driftsprincipper og under stor hensyntagen til de mange skovgæster. Der er flere anlagte veje og befæstede stier, der fører igennem skovområdet. Karakteristisk er de mange dødishuler og forhøjninger. Skovens største forhøjning er den 39,5 m høje Vindelsten (også Vindeltrappe, på tysk Windelberg), som er formet som en vindeltrappe. Kendt er også Jægerbjerget. I Skoven findes desuden ti gravhøje fra bondestenalderen, blandt andet ent stenhøj med gravkammer ved Eleng (på tysk Elfenwiese → Elvereng).
Navnet Fredskov blev første gang nævnt i 1745. Navnet beskriver en fredede (indhegnede) skov. Efter en anden forklaring har skoven sit navn fra fredskovsforordningen fra 1805, hvori det bestemmes, at der ikke må hugges mere, end tilvæsten igen kan erstatte, så skovene bevares. I Lyksborg skulle navnet efterhånden blive et egenavn . Den ældre form Kadum er afledt af oldnordisk kati for et lille skib. Navnet passer godt med stedets beliggenhed ved Pugum Sø, som forhen var en bugt eller vig af Flensborg Fjord.